# Жунань
Жуна́нь (кит. упр. 汝南, пиньинь Rǔnán, буквально: «с южной стороны реки Жухэ») — уезд городского округа Чжумадянь провинции Хэнань (КНР).

## История
При империи Хань в 205 году до н. э. был создан округ Жунань (汝南郡). В 156 году до н. э. император Цзин-ди сделал своего сына Лю Фэя Жунаньским князем (汝南王), и округ был преобразован в Жунаньское княжество (汝南国), однако в 155 году до н. э. Лю Фэй был сделан Цзяндуским князем (江都王), и княжество Жунань было вновь преобразовано в округ.
При империи Тан была создана область Цайчжоу. После монгольского завоевания область была преобразована в Жунинскую управу (汝宁府).
После Синьхайской революции в Китае была проведена реформа структуры административного деления, и области с управами были упразднены; на землях, ранее находившихся в непосредственном управлении властей области Жунин, был создан уезд Жунань.
В 1949 году был создан Специальный район Синьян (信阳专区), и уезд вошёл в его состав. В 1950 году урбанизированная часть уезда Жунань была выделена в отдельный город Жунань, но в 1951 году он был расформирован, а его территория вновь вошла в состав уезда Жунань. В 1965 году из Специального района Синьян был выделен Специальный район Чжумадянь (驻马店专区). В 1969 году Специальный район Чжумадянь был переименован в Округ Чжумадянь (驻马店地区).
Постановлением Госсовета КНР от 8 июня 2000 года были расформированы округ Чжумадянь и городской уезд Чжумадянь, и образован городской округ Чжумадянь.

## Административное деление
Уезд делится на 3 уличных комитета, 12 посёлков и 2 волости.